# Phyllomyias nigrocapillus
El mosquerito capirotado  (Phyllomyias nigrocapillus), también denominado tiranuelo cabecinegro o capinegro (en Colombia), tiranolete gorrinegro (en Ecuador), moscareta de gorro negro (en Perú) o atrapamoscas gorra negra (en Venezuela), es una especie de ave paseriforme de la familia Tyrannidae perteneciente al numeroso género Phyllomyias. Es nativa de regiones andinas y adyacentes del noroeste y oeste de América del Sur.

## Distribución y hábitat
Se distribuye en la Sierra Nevada de Santa Marta, en el norte de Colombia, y a lo largo de la cordillera de los Andes desde el oeste de Venezuela, por Colombia, Ecuador, hasta el sureste de Perú.
Esta especie es considerada poco común en su hábitat natural: los bordes de selvas de alta montaña, más frecuentemente cerca del límite del bosque, entre los 1800 y 3300 m de altitud.

## Sistemática

### Descripción original
La especie P. nigrocapillus fue descrita por primera vez por el naturalista francés Frédéric de Lafresnaye en 1845 bajo el nombre científico Tyrannulus nigro-capillus; la localidad tipo es: «Bogotá, Colombia».

### Etimología
El nombre genérico masculino «Phyllomyias» se compone de las palabras del griego «φύλλον» (phúllon), "hoja", y la forma neolatina «myias», "atrapamoscas", a su vez derivado del griego  «μυῖα, μυῖας» (muĩa, muĩas), "mosca"; con el significado de «atrapamoscas de las hojas»; y el nombre de la especie «nigrocapillus», se compone de las palabras del latín «niger» que significa ‘negro’ y «capillus» que significa ‘de gorra’, ‘cabello de la cabeza’.

### Taxonomía
Por mucho tiempo estuvo colocada en el género Tyranniscus, junto a Phyllomyias cinereiceps y a P. uropygialis.
El género Phyllomyias como constituido actualmente puede ser polifilético; para definir los límites del género, se requieren análisis filogenéticos objetivos, utilizando características moleculares y anatómicas. Evidencias anatómicas sugieren que la presente especie, Phyllomyias fasciatus, Phyllomyias griseiceps y Phyllomyias weedeni forman un clado que puede no estar emparentado con otras del género, algunas de los cuales o todas posiblemente estarían mejor colocadas en un género resucitado Tyranniscus.

### Subespecies
Según las clasificaciones del Congreso Ornitológico Internacional (IOC) y Clements Checklist/eBird, se reconocen tres subespecies, con su correspondiente distribución geográfica:
- Phyllomyias nigrocapillus flavimentum (Chapman, 1912) – Sierra Nevada de Santa Marta, en el norte de Colombia.
- Phyllomyias nigrocapillus nigrocapillus (Lafresnaye, 1845) – Andes del extremo oeste de Venezuela (suroeste de Táchira), Colombia (excepto Santa Marta), oeste y este de Ecuador y noroeste y este de Perú (por la pendiente occidental al sur hasta Cajamarca, por la pendiente oriental al sur hasta el norte de Cuzco).
- Phyllomyias nigrocapillus aureus (J.T. Zimmer, 1941) – Andes del oeste de Venezuela (sur de Lara hacia  el sur hasta el norte de Táchira).